# Máy in phun

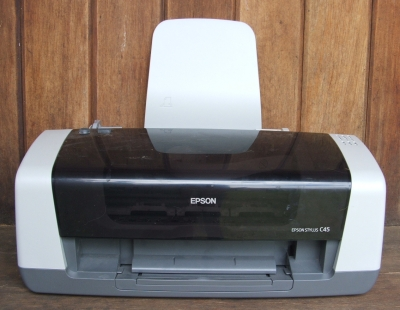
Máy in phun Epson

Máy in phun hay máy in phun kỹ thuật số (tiếng Anh: Inkjet printer) là một dạng máy in tạo ra hình ảnh kỹ thuật số bằng cách phun mực lên bề mặt giấy, nhựa hay các bề mặt khác. Máy in phun là loại phổ biến nhất được sử dụng trong các loại máy in với nhiều chủng loại giá cả từ loại rẻ tiền cho đến loại có giá trị hàng chục nghìn đô la Mỹ dùng trong công nghiệp in ấn.